# Barnplantorna
Barnplantorna; Riksförbundet för barn med Cochleaimplantat och barn med Hörapparat  är en svensk ideell förening. De verkar för patient- och föräldrar samt som riksförbund för barn med cochleaimplantat (CI), hörapparat och baha, bildad 1995.
Barnplantorna informerar om CI och andra hörhjälpmedel, följer den tekniska utvecklingen rörande CI, Baha (benförankrad hörapparat) och konventionella hörapparater. Barnplantorna samarbetar med alla CI-behandlande sjukhus i Sverige samt professionella inom sjukvård, förskola och skola. Organisationen samverkar även med leverantörer av CI, Baha och hörapparater. Barnplantornas hemsida är en kunskapsbank inom döv/hörselområdet. Innehållet är faktagranskat av läkare. Barnplantorna har även ett omfattande internationellt nätverk inom sjukvård, intervention och forskning.      
Barnplantorna ger ut en tidning, Barnplantabladet, som har en spridning över hela Skandinavien. Den utgör ett forum och en kunskapsbank för föräldrar och personer inom förskola, skola och habilitering. Föreningen har också (tillsammans med Sahlgrenska Universitetssjukhuset och med stöd av Arvsfonden) producerat  en informationsfilm "Cochleaimplantat – att återskapa ett sinne". Föreningen ger även ut ett elektroniskt nyhetsbrev månatligen, som riktar sig till föräldrar och alla verksamma inom dövhörselområdet.  
Barnplantorna är medlem i EURO-CIU (European Cochlea Implant Users). 
Barnplantorna bedriver ett informativt arbete även via Facebook, Instagram och Twitter. 
Barnplantorna verkar under devisen: "Cochleaimplantat med passion att höra och höra till".